# Carex podocarpa
Carex podocarpa är en halvgräsart som beskrevs av Robert Brown. Carex podocarpa ingår i släktet starrar, och familjen halvgräs. Inga underarter finns listade i Catalogue of Life.